# Rolf Schneider (pisarz)
Rolf Schneider (ur. 17 kwietnia 1932 w Chemnitz) – niemiecki i dramatopisarz i prozaik.

## Życiorys
Rolf Schneider urodził się w Chemnitz w południowo-wschodnich Niemczech 17 kwietnia 1932 roku. Po II wojnie światowej pisał dramaty i słuchowiska dotyczące problemu wyboru między konformizmem a postawą sprzeciwu. Jest autorem powieści biograficznej o życiu artysty Siegfrieda Amadeusa Wrucka Śmierć Nibelunga (1970, wyd. polskie 1974). Usunięty ze związku pisarzy NRD po opublikowaniu w 1979 roku powieści November o sprawie wschodnioniemieckiego dysydenta Wolfa Biermanna. Schneider ukazał proces zjednoczenia Niemiec w wydanej w 1992 roku Volk ohne Trauer.